# L'Uovo di Colombo
L'Uovo di Colombo è un gruppo musicale italiano di rock progressivo.

## Storia del gruppo
Il gruppo si formò a Roma agli inizi degli anni '70, in seguito all'incontro tra Enzo Volpini e Ruggero Stefani (anche batterista in un 45 giri con l'Equipe 84), musicisti dei Fholks (futuri Reale Accademia di Musica), il fratello di Enzo Elio Volpini, membro dei Flea on the Honey, ed il cantante Toni Gionta.
Si misero in luce come uno dei gruppi più promettenti di quegli anni con alcune esibizioni dal vivo in festival e concerti, tra i quali quello forse più memorabile ebbe luogo il 10 marzo del 1973 al Palasport di Roma, dove fecero da anteprima al concerto dei Deep Purple. Nello stesso anno partecipano al Festival Pop di Viterbo insieme ad altri artisti come Alan Sorrenti, Mauro Pelosi e molti altri.
Ottenuto un contratto discografico con la EMI Italiana, il gruppo pubblicò il suo unico album, e pochi mesi dopo l'uscita si sciolse.
Il disco, considerato uno dei migliori del rock progressivo italiano, venne ristampato più volte nei decenni successivi, sia in vinile che in CDx, ed è anche stato pubblicato in Giappone.
Sempre nel 1973 i due fratelli Volpini suonarono nell'album Un uomo in crisi. Canzoni di morte. Canzoni di vita di Claudio Lolli.
Dopo lo scioglimento del gruppo, il batterista Ruggero Stefani continuò la sua strada musicale con i Samadhi, con i Mediterraneo e con gli Alunni del sole, mentre Elio Volpini ritornò nei Flea on the Honey, ed il cantante Gionta, con il suo vero nome Toni Tartarini entrò a far parte dei Goblin registrando l'intero LP (Cherry Five).

## Formazione
- Toni Gionta (voce)
- Enzo Volpini (tastiere, chitarra acustica, voce)
- Elio Volpini (basso, chitarra, voce)
- Ruggero Stefani (batteria, percussioni, voce)

## Discografia
Album in studio
- 1973 - L'Uovo di Colombo
- 2024 - Schiavi del tempo

Singoli
- 1973 - L'indecisione/Turba